# Мер-Савель
Мер-Савель (фр. Mayres-Savel) — коммуна во Франции, находится в регионе Рона — Альпы. Департамент коммуны — Изер. Входит в состав кантона Матезин-Триев. Округ коммуны — Гренобль.
Код INSEE коммуны — 38224. Население коммуны на 1999 год составляло 107 человек. Населённый пункт находится на высоте от 484 до 1769 метров над уровнем моря. Муниципалитет расположен на расстоянии около 520 км юго-восточнее Парижа, 120 км юго-восточнее Лиона, 35 км южнее Гренобля. Мэр коммуны — Maurice Gouy-Paillier, мандат действует на протяжении 2001—2008 гг.
Динамика населения (INSEE):